# Janáčkovo stromořadí
Janáčkovo stromořadí je ulice a malý městský park v Třebíči na Jejkově. Nese jméno Leoše Janáčka. Jeho historie sahá do 30. let 20. století, na přelomu 80. a 90. let téhož století však jeho značná část vzala za své z důvodu výstavby přeložky silnice č. I/23 Radostínem.

## Historie a umístění

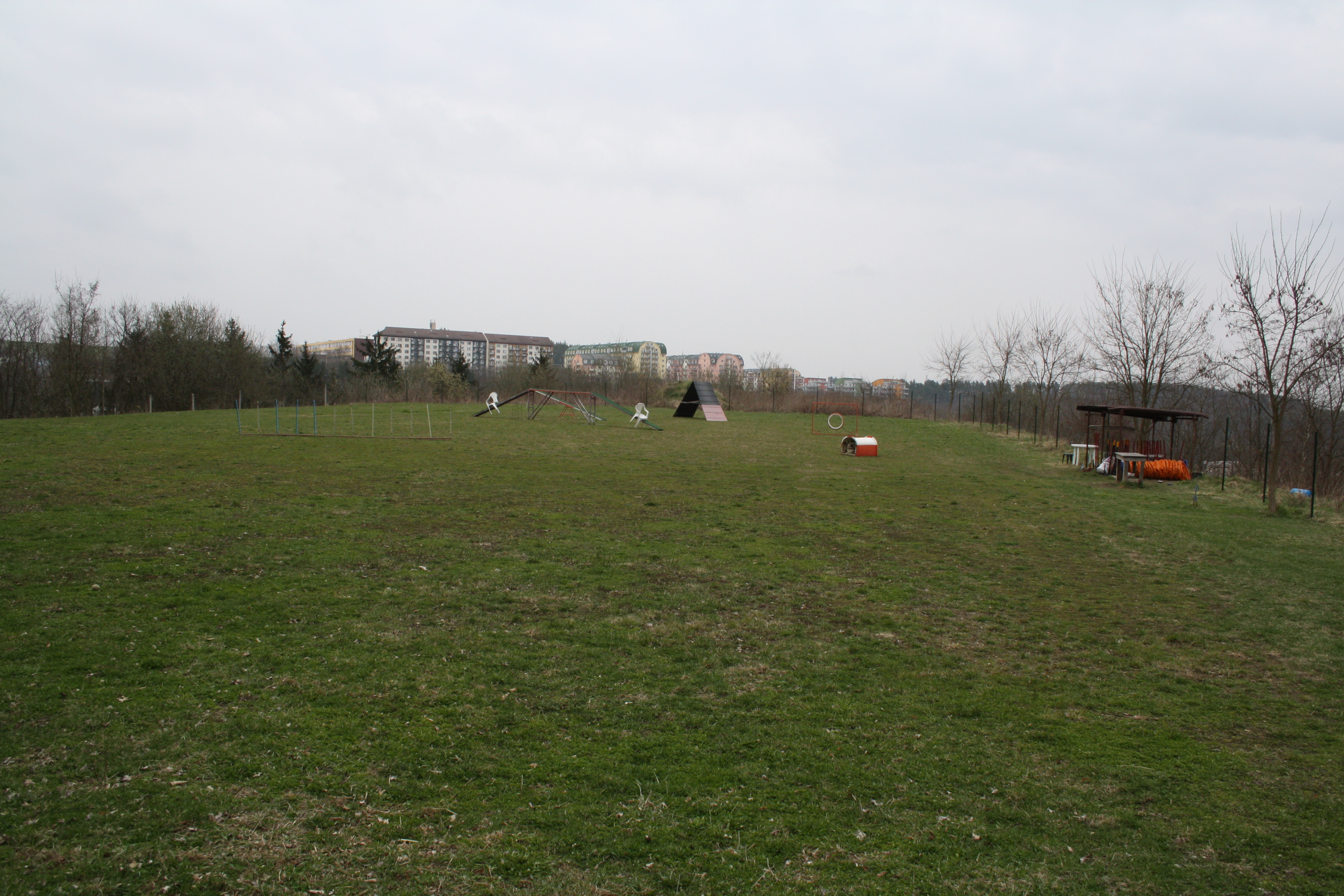
Psí hřiště poblíž parku

Ve svém původním rozsahu se stromořadí táhlo v délce asi 500 m od železničního přejezdu na Purkyňově náměstí na východ k fotbalovému stadionu, ze severu přiléhajíc k areálu nemocnice a z jihu k železniční trati. Janáčkovo stromořadí obklopovaly dvě cesty: severní, která se zcela dochovala dodnes, a jižní – cesta, která stromořadím pokračovala až k Lorenzovým sadům a která v současnosti viditelně pokračuje až u areálu agility za lávkou přes silnici kolem železniční trati. Budování přeložky silnice č. I/23 si mimo zábor původní jižní cesty a jejího nejbližšího okolí z obou stran vyžádalo též přeložení 750 m železniční trati, rozsáhlé odstřely žulového skalního podloží směrem do Lísčí a k řece Jihlavě a přeložky inženýrských sítí. Do svého přeložení vedla železniční trať místy dnešní křižovatkové rampy ve směru z ulice Hrotovické do ulice Sportovní. Plně funkční je přeložka silnice od roku 1996.
Ve 30. letech 20. století (1931–1935) si orlové zbudovali na pozemku přilehlém k parku na východ od nemocnice vlastní stadion. Výstavba si na svažitém terénu vyžádala navážek a opěrných zdí. Stadion měl kapacitu tisíc až půldruhého tisíce cvičenců, závodní dráha měřila 250 m. Slavnostně byl stadion otevřen župním sletem v roce 1936. Po roce 1948, kdy byla činnost Orla ukončena, přestal prostor orelského stadionu sloužit tělocvičným účelům. V padesátých a šedesátých letech 20. století do tohoto prostoru zasáhla výstavba související s komplexem třebíčské nemocnice – tzv. Gigant. V současnosti prostory vlastní kraj Vysočina, jehož jménem je spravuje třebíčské pracoviště Zdravotnické záchranné služby Kraje Vysočina.
Časově souběžně bylo budováno fotbalové hřiště Sportovního klubu Horácké Slávie. To v daném místě přetrvalo dodnes, kdy je provozuje Horácký fotbalový klub Třebíč.
Vlastní park Janáčkova stromořadí, jakkoliv pozbyl svůj dřívější klidový charakter, je nadále hodnotný jako podpůrná zelená clona nemocničního areálu a jako pěší promenáda z centra města k fotbalovému stadionu, k Lísčí a Lorenzovým sadům.